# 24 uur van Daytona 2004
De 24 uur van Daytona 2004 was de 42e editie van deze endurancerace. De race werd verreden op 31 januari en 1 februari 2004 op de Daytona International Speedway nabij Daytona Beach, Florida.
De race werd gewonnen door de Bell Motorsports #54 van Andy Pilgrim, Terry Borcheller, Christian Fittipaldi en Forest Barber, die allemaal hun eerste Daytona-zege behaalden. De GT-klasse werd gewonnen door de Orbit Racing #44 van Mike Fitzgerald, Robin Liddell, Johnny Mowlem, Joe Policastro en Joe Policastro jr. De SGS-klasse werd gewonnen door de Doncaster Racing #91 van Jean-François Dumoulin, Marc Lieb, Robert Julien en Greg Pootmans.

## Race
Winnaars in hun klasse zijn vetgedrukt.
| Pos. | Klasse | No. | Team                              | Coureurs                                                                            | Chassis                      | Banden | Ronden |
| Pos. | Klasse | No. | Team                              | Coureurs                                                                            | Motor                        | Banden | Ronden |
| ---- | ------ | --- | --------------------------------- | ----------------------------------------------------------------------------------- | ---------------------------- | ------ | ------ |
| 1    | DP     | 54  | Bell Motorsports                  | Andy Pilgrim Terry Borcheller Christian Fittipaldi Forest Barber                    | Doran JE4                    | G      | 526    |
| 1    | DP     | 54  | Bell Motorsports                  | Andy Pilgrim Terry Borcheller Christian Fittipaldi Forest Barber                    | Pontiac LS6 5.5 L V8         | G      | 526    |
| 2    | GT     | 44  | Orbit Racing                      | Mike Fitzgerald Robin Liddell Johnny Mowlem Joe Policastro Joe Policastro jr.       | Porsche 996 GT3-RS           | D      | 523    |
| 2    | GT     | 44  | Orbit Racing                      | Mike Fitzgerald Robin Liddell Johnny Mowlem Joe Policastro Joe Policastro jr.       | Porsche 3.6 L Flat-6         | D      | 523    |
| 3    | GT     | 74  | Flying Lizard Motorsports         | Lonnie Pechnik Seth Neiman Johannes van Overbeek Peter Cunningham Mike Rockenfeller | Porsche 996 GT3 Cup          | D      | 523    |
| 3    | GT     | 74  | Flying Lizard Motorsports         | Lonnie Pechnik Seth Neiman Johannes van Overbeek Peter Cunningham Mike Rockenfeller | Porsche 3.6 L Flat-6         | D      | 523    |
| 4    | DP     | 27  | Doran Lista Racing                | Didier Theys Marc Goossens Jan Lammers Fredy Lienhard                               | Doran JE4                    | G      | 521    |
| 4    | DP     | 27  | Doran Lista Racing                | Didier Theys Marc Goossens Jan Lammers Fredy Lienhard                               | Lexus 4.3 L V8               | G      | 521    |
| DNF  | DP     | 2   | Howard-Boss Motorsports           | Andy Wallace Dale Earnhardt jr. Tony Stewart                                        | Crawford DP03                | G      | 519    |
| DNF  | DP     | 2   | Howard-Boss Motorsports           | Andy Wallace Dale Earnhardt jr. Tony Stewart                                        | Chevrolet LS6 5.5 L V8       | G      | 519    |
| 6    | GT     | 73  | Red Bull BE Racing                | Philipp Peter Dieter Quester Andrea Montermini Klaus Engelhorn                      | Ferrari 360 Modena           | D      | 511    |
| 6    | GT     | 73  | Red Bull BE Racing                | Philipp Peter Dieter Quester Andrea Montermini Klaus Engelhorn                      | Ferrari 3.6 L V8             | D      | 511    |
| 7    | DP     | 6   | Michael Shank Racing              | Kelly Collins Thomas Erdos Cort Wagner Mike Newton Brent Martini                    | Doran JE4                    | G      | 509    |
| 7    | DP     | 6   | Michael Shank Racing              | Kelly Collins Thomas Erdos Cort Wagner Mike Newton Brent Martini                    | Lexus 4.3 L V8               | G      | 509    |
| DNF  | DP     | 10  | SunTrust Racing                   | Max Angelelli Wayne Taylor Emmanuel Collard                                         | Riley Mk. XI                 | G      | 508    |
| DNF  | DP     | 10  | SunTrust Racing                   | Max Angelelli Wayne Taylor Emmanuel Collard                                         | Pontiac LS6 5.5 L V8         | G      | 508    |
| 9    | SGS    | 91  | Doncaster Racing                  | Jean-François Dumoulin Marc Lieb Robert Julien Greg Pootmans                        | Porsche 996 GT3 Cup          | H      | 504    |
| 9    | SGS    | 91  | Doncaster Racing                  | Jean-François Dumoulin Marc Lieb Robert Julien Greg Pootmans                        | Porsche 3.6 L Flat-6         | H      | 504    |
| 10   | DP     | 01  | Chip Ganassi Racing               | Scott Pruett Max Papis Scott Dixon Jimmy Morales                                    | Riley Mk. XI                 | G      | 502    |
| 10   | DP     | 01  | Chip Ganassi Racing               | Scott Pruett Max Papis Scott Dixon Jimmy Morales                                    | Lexus 4.3 L V8               | G      | 502    |
| 11   | GT     | 56  | Seikel Motorsport                 | Tony Burgess Philip Collin Peter van Merksteijn sr. Gabrio Rosa Fabio Rosa          | Porsche 996 GT3-RS           | D      | 501    |
| 11   | GT     | 56  | Seikel Motorsport                 | Tony Burgess Philip Collin Peter van Merksteijn sr. Gabrio Rosa Fabio Rosa          | Porsche 3.6 L Flat-6         | D      | 501    |
| 12   | SGS    | 38  | TPC Racing                        | Randy Pobst Andy Lally John Littlechild Marc Bunting Michael Levitas                | Porsche 996 GT3 Cup          | H      | 501    |
| 12   | SGS    | 38  | TPC Racing                        | Randy Pobst Andy Lally John Littlechild Marc Bunting Michael Levitas                | Porsche 3.6 L Flat-6         | H      | 501    |
| 13   | SGS    | 71  | Doncaster Racing                  | Dave Lacey Greg Wilkins Tom Nastasi Mark Wilkins Ken Wilden                         | Porsche 996 GT3 Cup          | H      | 494    |
| 13   | SGS    | 71  | Doncaster Racing                  | Dave Lacey Greg Wilkins Tom Nastasi Mark Wilkins Ken Wilden                         | Porsche 3.6 L Flat-6         | H      | 494    |
| 14   | GT     | 66  | The Racer's Group/Monster Cable   | Kevin Buckler Timo Bernhard Patrick Long Jörg Bergmeister                           | Porsche 996 GT3-RS           | D      | 494    |
| 14   | GT     | 66  | The Racer's Group/Monster Cable   | Kevin Buckler Timo Bernhard Patrick Long Jörg Bergmeister                           | Porsche 3.6 L Flat-6         | D      | 494    |
| 15   | SGS    | 41  | Orison-Planet Earth Motorsports   | Joe Nonnamaker Will Nonnamaker Wayne Nonnamaker Paul Menard Charlie Menard          | Porsche 996 GT3 Cup          | H      | 493    |
| 15   | SGS    | 41  | Orison-Planet Earth Motorsports   | Joe Nonnamaker Will Nonnamaker Wayne Nonnamaker Paul Menard Charlie Menard          | Porsche 3.6 L Flat-6         | H      | 493    |
| 16   | GT     | 72  | Jack Lewis Enterprises Ltd.       | Jack Lewis Tom McGlynn Manuel Matos Edison Lluch                                    | Porsche 996 GT3 Cup          | D      | 492    |
| 16   | GT     | 72  | Jack Lewis Enterprises Ltd.       | Jack Lewis Tom McGlynn Manuel Matos Edison Lluch                                    | Porsche 3.6 L Flat-6         | D      | 492    |
| 17   | GT     | 67  | The Racer's Group/Monster Cable   | Robert Nearn Pierre Ehret Jim Matthews Lars Nielsen Cyrille Sauvage                 | Porsche 996 GT3-RS           | D      | 492    |
| 17   | GT     | 67  | The Racer's Group/Monster Cable   | Robert Nearn Pierre Ehret Jim Matthews Lars Nielsen Cyrille Sauvage                 | Porsche 3.6 L Flat-6         | D      | 492    |
| 18   | GT     | 83  | Cirtek Motorsport                 | Rob Wilson Frank Mountain Martyn Konig                                              | Porsche 996 GT3-RS           | D      | 491    |
| 18   | GT     | 83  | Cirtek Motorsport                 | Rob Wilson Frank Mountain Martyn Konig                                              | Porsche 3.6 L Flat-6         | D      | 491    |
| 19   | SGS    | 13  | Foxhill Racing                    | Andrew Davis Michael Cawley Charles Espenlaub Joe Foster                            | Porsche 996 GT3 Cup          | H      | 491    |
| 19   | SGS    | 13  | Foxhill Racing                    | Andrew Davis Michael Cawley Charles Espenlaub Joe Foster                            | Porsche 3.6 L Flat-6         | H      | 491    |
| 20   | SGS    | 16  | AASCO Motorsports                 | Craig Stanton David Murry Tim Sugden                                                | Porsche 996 GT3 Cup          | H      | 487    |
| 20   | SGS    | 16  | AASCO Motorsports                 | Craig Stanton David Murry Tim Sugden                                                | Porsche 3.6 L Flat-6         | H      | 487    |
| 21   | GT     | 68  | The Racer's Group/Monster Cable   | Ian James Chris Gleason R. J. Valentine Bohdan Kroczek Abraham Zimroth              | Porsche 996 GT3-RS           | D      | 487    |
| 21   | GT     | 68  | The Racer's Group/Monster Cable   | Ian James Chris Gleason R. J. Valentine Bohdan Kroczek Abraham Zimroth              | Porsche 3.6 L Flat-6         | D      | 487    |
| 22   | SGS    | 63  | Glenn Yee Motorsports             | Hugh Plumb Michael Lewis Kim Wolfkill Geoff Escalette                               | Porsche 996 GT3 Cup          | H      | 482    |
| 22   | SGS    | 63  | Glenn Yee Motorsports             | Hugh Plumb Michael Lewis Kim Wolfkill Geoff Escalette                               | Porsche 3.6 L Flat-6         | H      | 482    |
| 23   | SGS    | 47  | Michael Baughman Racing           | Michael Baughman Bob Ward Brad Jaeger Frank Del Vecchio                             | Porsche 996 GT3 Cup          | H      | 482    |
| 23   | SGS    | 47  | Michael Baughman Racing           | Michael Baughman Bob Ward Brad Jaeger Frank Del Vecchio                             | Porsche 3.6 L Flat-6         | H      | 482    |
| 24   | GT     | 98  | GT Technologies                   | Ronald Zitza Bill Riddell Hartmut Von Seelen Carlos de Quesada Marc Feinstein       | Porsche 996 GT3 Cup          | D      | 481    |
| 24   | GT     | 98  | GT Technologies                   | Ronald Zitza Bill Riddell Hartmut Von Seelen Carlos de Quesada Marc Feinstein       | Porsche 3.6 L Flat-6         | D      | 481    |
| 25   | DP     | 80  | G&W Motorsports                   | Hugo Guenette Jason Workman Steve Marshall Danny Marshall Fabio Spatafora           | Picchio DP2                  | G      | 466    |
| 25   | DP     | 80  | G&W Motorsports                   | Hugo Guenette Jason Workman Steve Marshall Danny Marshall Fabio Spatafora           | BMW 4.9 L V8                 | G      | 466    |
| 26   | GT     | 30  | Risi Competizione                 | Anthony Lazzaro Ralf Kelleners Matteo Bobbi                                         | Maserati Trofeo Light        | D      | 462    |
| 26   | GT     | 30  | Risi Competizione                 | Anthony Lazzaro Ralf Kelleners Matteo Bobbi                                         | Maserati 4.2 L V8            | D      | 462    |
| 27   | SGS    | 82  | dds Racing                        | Steven Lynn Jack Henricks Jim Brillhart Terry Heath                                 | Porsche 996 GT3 Cup          | H      | 461    |
| 27   | SGS    | 82  | dds Racing                        | Steven Lynn Jack Henricks Jim Brillhart Terry Heath                                 | Porsche 3.6 L Flat-6         | H      | 461    |
| DNF  | DP     | 4   | Howard-Boss Motorsports           | Butch Leitzinger Elliott Forbes-Robinson Jimmie Johnson David Brule                 | Crawford DP03                | G      | 456    |
| DNF  | DP     | 4   | Howard-Boss Motorsports           | Butch Leitzinger Elliott Forbes-Robinson Jimmie Johnson David Brule                 | Chevrolet LS6 5.5 L V8       | G      | 456    |
| 29   | SGS    | 00  | Team Vision                       | Dwain Derment Dough Baron Dennis Puddester Steven Bernheim                          | Porsche 996 GT3 Cup          | H      | 454    |
| 29   | SGS    | 00  | Team Vision                       | Dwain Derment Dough Baron Dennis Puddester Steven Bernheim                          | Porsche 3.6 L Flat-6         | H      | 454    |
| 30   | SGS    | 14  | Autometrics Motorsports           | Cory Friedman Lynn Wilson Bransen Patch Adam Merzon Mike Smith                      | Porsche 996 GT3 Cup          | H      | 449    |
| 30   | SGS    | 14  | Autometrics Motorsports           | Cory Friedman Lynn Wilson Bransen Patch Adam Merzon Mike Smith                      | Porsche 3.6 L Flat-6         | H      | 449    |
| 31   | SGS    | 86  | G&W Motorsports                   | Tracy Krohn Ron Forristall Mae Van Wijk Andres van der Dys Armando Trentini         | Porsche 996 GT3 Cup          | H      | 443    |
| 31   | SGS    | 86  | G&W Motorsports                   | Tracy Krohn Ron Forristall Mae Van Wijk Andres van der Dys Armando Trentini         | Porsche 3.6 L Flat-6         | H      | 443    |
| 32   | GT     | 94  | Mastercar                         | Mauro Casadei François Labhardt Manfred Jurasz Jim Michaelian                       | Ferrari 360 Modena           | D      | 439    |
| 32   | GT     | 94  | Mastercar                         | Mauro Casadei François Labhardt Manfred Jurasz Jim Michaelian                       | Ferrari 3.6 L V8             | D      | 439    |
| 33   | GT     | 57  | Stevenson Motorsports/Auto Assets | Chip Vance Piers Maserati John Stevenson John Buttermore                            | Porsche 996 GT3-RS           | D      | 428    |
| 33   | GT     | 57  | Stevenson Motorsports/Auto Assets | Chip Vance Piers Maserati John Stevenson John Buttermore                            | Porsche 3.6 L Flat-6         | D      | 428    |
| 34   | GT     | 24  | Specter Werkes/Sports             | Tom Bambard Pete Halsmer John Heinricy Jeff Nowicki                                 | Chevrolet Corvette C5        | D      | 407    |
| 34   | GT     | 24  | Specter Werkes/Sports             | Tom Bambard Pete Halsmer John Heinricy Jeff Nowicki                                 | Chevrolet LS6 5.7 L V8       | D      | 407    |
| 35   | DP     | 09  | Spirit of Daytona Racing          | Doug Goad Robby Gordon Milka Duno Stéphane Grégoire                                 | Crawford DP03                | G      | 401    |
| 35   | DP     | 09  | Spirit of Daytona Racing          | Doug Goad Robby Gordon Milka Duno Stéphane Grégoire                                 | Pontiac LS6 5.5 L V8         | G      | 401    |
| DNF  | GT     | 93  | Mastercar                         | Luca Drudi Ferdinando Monfardini Matteo Meneghello Joe Colasacco Ross Fonferko      | Ferrari 360 Modena Challenge | D      | 388    |
| DNF  | GT     | 93  | Mastercar                         | Luca Drudi Ferdinando Monfardini Matteo Meneghello Joe Colasacco Ross Fonferko      | Ferrari 3.6 L V8             | D      | 388    |
| DNF  | GT     | 33  | Scuderia Ferrari of Washington    | Fabrizio de Simone Stephen Earle Emil Assentato Nick Longhi                         | Maserati Trofeo Light        | D      | 384    |
| DNF  | GT     | 33  | Scuderia Ferrari of Washington    | Fabrizio de Simone Stephen Earle Emil Assentato Nick Longhi                         | Maserati 4.2 L V8            | D      | 384    |
| 38   | SGS    | 46  | Michael Baughman Racing           | Peter Argetsinger Mark Patterson John Pew Jim Victor Dario Cioti                    | Chevrolet Corvette Z06       | H      | 369    |
| 38   | SGS    | 46  | Michael Baughman Racing           | Peter Argetsinger Mark Patterson John Pew Jim Victor Dario Cioti                    | Chevrolet 5.7 L V8           | H      | 369    |
| 39   | SGS    | 17  | AASCO Motorsports                 | Joe Kunz Derek Clark Gary Becker Patrick Flanagan Mark Webber                       | Porsche 996 GT3 Cup          | H      | 366    |
| 39   | SGS    | 17  | AASCO Motorsports                 | Joe Kunz Derek Clark Gary Becker Patrick Flanagan Mark Webber                       | Porsche 3.6 L Flat-6         | H      | 366    |
| DNF  | DP     | 7   | Southard Motorsports              | Shane Lewis George Robinson Jack Baldwin Vic Rice Stephen Southard                  | Fabcar FDSC/03               | G      | 359    |
| DNF  | DP     | 7   | Southard Motorsports              | Shane Lewis George Robinson Jack Baldwin Vic Rice Stephen Southard                  | BMW 4.9 L V8                 | G      | 359    |
| DNF  | DP     | 59  | Brumos Racing                     | J. C. France Hurley Haywood Scott Sharp Tommy Riggins                               | Fabcar FDSC/03               | G      | 343    |
| DNF  | DP     | 59  | Brumos Racing                     | J. C. France Hurley Haywood Scott Sharp Tommy Riggins                               | Porsche 3.6 L Flat-6         | G      | 343    |
| DNF  | DP     | 5   | Essex Racing                      | Scott Maxwell Joe Pruskowski Justin Pruskowski Ross Bentley                         | Multimatic MDP1              | G      | 335    |
| DNF  | DP     | 5   | Essex Racing                      | Scott Maxwell Joe Pruskowski Justin Pruskowski Ross Bentley                         | Ford 5.0 L V8                | G      | 335    |
| DNF  | DP     | 70  | SpeedSource                       | Sylvain Tremblay Selby Wellman Chris Hall Larry Huang                               | Multimatic MDP1              | G      | 304    |
| DNF  | DP     | 70  | SpeedSource                       | Sylvain Tremblay Selby Wellman Chris Hall Larry Huang                               | Ford 5.0 L V8                | G      | 304    |
| DNF  | DP     | 9   | Mears Motorcoach/SpeedSource      | Mike Borkowski Paul Mears jr. Arie Luyendyk jr. Nick Ham Justin Bell                | Multimatic MDP1              | G      | 289    |
| DNF  | DP     | 9   | Mears Motorcoach/SpeedSource      | Mike Borkowski Paul Mears jr. Arie Luyendyk jr. Nick Ham Justin Bell                | Ford 5.0 L V8                | G      | 289    |
| DNF  | GT     | 22  | Prototype Technology Group, Inc.  | Niclas Jönsson Boris Said Joey Hand Justin Marks Bill Auberlen                      | BMW M3 E46                   | D      | 267    |
| DNF  | GT     | 22  | Prototype Technology Group, Inc.  | Niclas Jönsson Boris Said Joey Hand Justin Marks Bill Auberlen                      | BMW 3.2 L I6                 | D      | 267    |
| DNF  | GT     | 97  | Graham Nash Motorsports           | Robert Orcutt Kurt Thiel Ken Dobson Paul Jenkins                                    | Porsche 996 GT3-RS           | D      | 261    |
| DNF  | GT     | 97  | Graham Nash Motorsports           | Robert Orcutt Kurt Thiel Ken Dobson Paul Jenkins                                    | Porsche 3.6 L Flat-6         | D      | 261    |
| 47   | GT     | 60  | Xtreme Racing Group               | Anthony Puleo Robert Dubler Squeak Kennedy Joe Evans                                | Chevrolet Corvette           | D      | 193    |
| 47   | GT     | 60  | Xtreme Racing Group               | Anthony Puleo Robert Dubler Squeak Kennedy Joe Evans                                | Chevrolet 6.1 L V8           | D      | 193    |
| DNF  | DP     | 45  | Gunnar Racing                     | Gunnar Jeannette Mike Brockman Paul Newman Kyle Petty                               | Fabcar FDSC/03               | G      | 185    |
| DNF  | DP     | 45  | Gunnar Racing                     | Gunnar Jeannette Mike Brockman Paul Newman Kyle Petty                               | Porsche 3.6 L Flat-6         | G      | 185    |
| DNF  | GT     | 21  | Prototype Technology Group, Inc.  | Niclas Jönsson Boris Said Joey Hand Justin Marks Bill Auberlen                      | BMW M3 E46                   | D      | 162    |
| DNF  | GT     | 21  | Prototype Technology Group, Inc.  | Niclas Jönsson Boris Said Joey Hand Justin Marks Bill Auberlen                      | BMW 3.2 L I6                 | D      | 162    |
| DNF  | DP     | 58  | Brumos Racing                     | David Donohue Darren Law Lucas Luhr Sascha Maassen                                  | Fabcar FDSC/03               | G      | 150    |
| DNF  | DP     | 58  | Brumos Racing                     | David Donohue Darren Law Lucas Luhr Sascha Maassen                                  | Porsche 3.6 L Flat-6         | G      | 150    |
| DNF  | DP     | 15  | Essex Racing                      | Dave Gaylord Don Kitch jr. John Olsen Tom Hessert jr. Tom Hessert III               | Multimatic MDP1              | G      | 149    |
| DNF  | DP     | 15  | Essex Racing                      | Dave Gaylord Don Kitch jr. John Olsen Tom Hessert jr. Tom Hessert III               | Ford 5.0 L V8                | G      | 149    |
| DNF  | GT     | 11  | JMB Racing                        | Iradj Alexander Diego Alessi Edy Gay Maurizio Mediani Paul Dana                     | Ferrari 360 Modena           | D      | 98     |
| DNF  | GT     | 11  | JMB Racing                        | Iradj Alexander Diego Alessi Edy Gay Maurizio Mediani Paul Dana                     | Ferrari 3.6 L V8             | D      | 98     |
| DNF  | GT     | 88  | ASM Team                          | Pedro Couceiro Miguel Amaral Manuel Gião Carlos Barbot                              | Porsche 996 GT3-RS           | D      | 65     |
| DNF  | GT     | 88  | ASM Team                          | Pedro Couceiro Miguel Amaral Manuel Gião Carlos Barbot                              | Porsche 3.6 L Flat-6         | D      | 65     |

1962 · 1963 · 1964 · 1965 · 1966 · 1967 · 1968 · 1969 · 1970 · 1971 · 1972 · 1973 · 1974 · 1975 · 1976 · 1977 · 1978 · 1979 · 1980 · 1981 · 1982 · 1983 · 1984 · 1985 · 1986 · 1987 · 1988 · 1989 · 1990 · 1991 · 1992 · 1993 · 1994 · 1995 · 1996 · 1997 · 1998 · 1999 · 2000 · 2001 · 2002 · 2003 · 2004 · 2005 · 2006 · 2007 · 2008 · 2009 · 2010 · 2011 · 2012 · 2013 · 2014 · 2015 · 2016 · 2017 · 2018 · 2019 · 2020 · 2021 · 2022 · 2023 · 2024 · 2025